# Josef Pinter
Josef Pinter (ur. 1925, zm.?) – zbrodniarz hitlerowski, członek załogi obozu koncentracyjnego Flossenbürg i SS-Rottenführer.
Obywatel jugosłowiański narodowości niemieckiej. Członek Waffen-SS od lipca 1941 roku. Należał do personelu obozu we Flossenbürgu od sierpnia 1943 do kwietnia 1945 roku i pełnił służbę jako wartownik, strażnik odpowiedzialny za psy strażnicze i strażnik w trakcie ewakuacji obozu. Pinter zastrzelił przynajmniej kilku więźniów podczas marszu śmierci z Flossenbürga.
W pierwszym procesie załogi Flossenbürga przed amerykańskim Trybunałem w Dachau Pinter skazany został za swoje zbrodnie na dożywotnie pozbawienie wolności.